# El Tercer Reich
El Tercer Reich es la undécima novela, y la segunda editada de manera póstuma, del escritor chileno Roberto Bolaño (1953-2003), escrita en 1989 pero publicada en 2010 por la Editorial Anagrama en Barcelona, España, donde el autor falleció a los 50 años de edad.
El libro pertenece tanto a la colección «Narrativas hispánicas» como a la serie «Compactos», de la misma editorial, y su título hace referencia al nombre con que se conoció a la Alemania nazi, aludiendo a un tercer imperio alemán, posterior al Primer y Segundo Reich. El tema del nazismo es frecuente en la bibliografía del autor, quien tenía amplios conocimientos históricos sobre éste. Anteriormente ya había dedicado novelas relacionadas con este tema, tales como La literatura nazi en América y Estrella distante.

## Creación de la novela
La novela fue escrita inicialmente a mano en varios cuadernos, en una época cercana a La pista de hielo, estando el último de ellos fechado en 1989. Posteriormente la mecanografió en 362 folios, sobre los cuales realizó correcciones a mano. Bolaño compró su primera computadora en 1995, y antes de morir ya había digitalizado las primeras 60 páginas de la obra, de lo que se puede inferir que habría pensado en algún momento en publicarla.
En el desarrollo de la obra tienen especial importancia los juegos de guerra o wargames, a los que Bolaño era aficionado, y la mayoría de los sucesos se desarrollan en el hotel Del Mar, el cual también es mencionado previamente en su novela La pista de hielo, cuyos eventos también transcurren durante la época de verano y en un pueblo turístico de la Costa Brava, allí apodado simplemente como Z.

## Estructura
La obra está escrita en primera persona a modo de diario de vida, abarcando un tiempo contemplado desde el 20 de agosto hasta el 30 de septiembre, sin especificarse el año exacto. Su estructura se caracteriza por la repetición cíclica de su historia, de manera semejante a Estrella distante, escrita posteriormente y publicada en 1996.
La novela acaba con ocho textos escritos a modo de prosa poética.

## Argumento

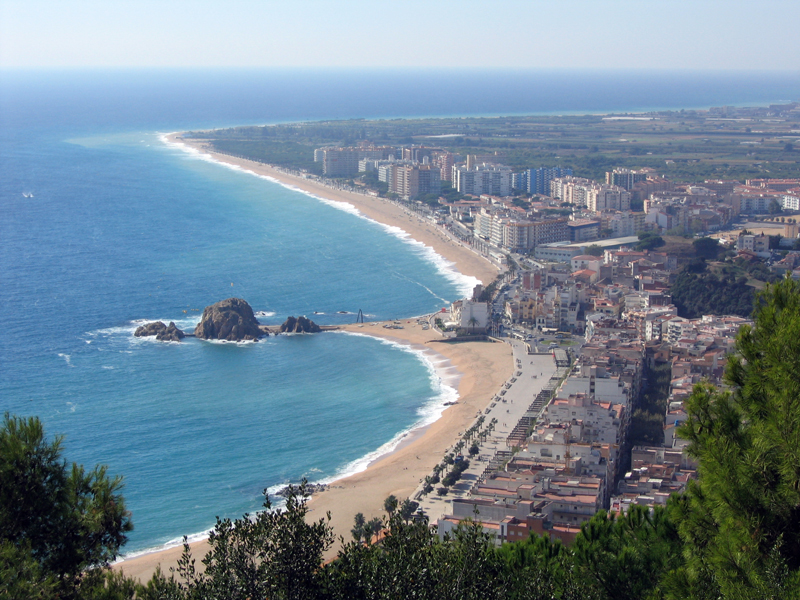
Blanes, ubicado en la Costa Brava de Cataluña, es el pequeño municipio en el cual vivió Roberto Bolaño luego de dejar Barcelona y Gerona.

La obra tiene como protagonista al joven alemán Udo Berger, que toma en una zona turística de la Costa Brava, en Cataluña, sus primeras vacaciones en compañía de su novia Ingeborg, alojándose en el hotel Del Mar, en el cual solía pasar cuando pequeño sus vacaciones junto a su familia. Udo es el campeón de juegos de guerra en su país, y goza de buena salud e independencia económica. En lugar de salir del hotel a disfrutar de la playa, él prefiere quedarse en la habitación estudiando las estrategias de su juego El Tercer Reich. En sus vacaciones conocen a otra pareja de alemanes, Charly y Hanna, con quienes conocerán lugares poco frecuentados por los turistas, así como a personajes de dudosa reputación como el Lobo y el Cordero, pero por sobre todo a El Quemado, un personaje solitario, misterioso y quizás provisto de sabiduría, que trabaja en la playa alquilando patines a vela. Dentro y fuera del hotel, administrado por la hermosa Frau Else, que ya desde pequeño llamada la atención de Udo, se producirán extraños sucesos, tales como formas poco convencionales y deformaciones del nazismo, o un reemplazo de la realidad por aquella ficción presente en los juegos y la literatura.

## Recepción y crítica
La obra fue anunciada en 2008 por Andrew Wylie (agente literario de los herederos de la obra de Bolaño) en la Feria de Frankfurt, Alemania.
El amigo del escritor y editor de Anagrama, Jorge Herralde, comentó acerca de la obra:

«Es una novela que si me hubiera llegado por correo, de un autor anónimo, la hubiera publicado sin duda alguna.»
Jorge Herralde

## Análisis de la obra
Para el crítico Jonathan Monroe, esta es «una novela sobre el aburrimiento para las vacaciones en la playa». El corazón de esta novela, autorreferente y provista de la metaficción característica de Bolaño, opina, es el juego de guerra, que presenta una analogía con la ficción literaria: «el tropo del juego y la escritura sobre el juego que obsesiona a Bolaño anticipan la omnivirtualización y simulacrización de la era del Internet en cuyo umbral fue escrita la novela». La lectura de Monroe estructura la obra de la siguiente manera:

«El Tercer Reich se estructura en torno a una alternancia acelerada entre las dos historias de amor, entre Berger e Ingeborg en la primera mitad de la novela, y Berger y Frau Else en la segunda mitad, con un cambio gradual de la una a la otra junto con el juego cada vez más intenso de El Tercer Reich que juega Berger en la segunda mitad de la novela con el personaje llamado «el Quemado», una especie de beachbum enigmático, figura de trauma, como el nombre lo indica, que apunta tanto a los horrores de la Segunda Guerra Mundial como al genocidio de los indígenas americanos invocado a través de la asociación explícita de el Quemado con Atahualpa.»
Jonathan Monroe

La académica Carolyn Wolfenzon destaca dos tópicos importantes que según ella abarca esta obra: «el problema de la amnesia histórica» y «la historia como una yuxtaposición de momentos espectaculares y precisos pero aislados uno del otro». Estos tópicos, añade, también fueron desarrollados en la novela 2666, publicada en 2004, quince años después de haber escrito El Tercer Reich. La relación entre ambas novelas se refleja también en la semejanza del nombre de Ingeborg, novia de Udo Berger, con el nombre de la novia de Hans Reiter en 2666, o con la joven Lotte que recuerda Berger desde hace diez años en el hotel Del Mar, que recibe el mismo nombre que la hermana de Hans Reiter. Wolfenzon sugiere además dos lecturas posibles:

«Leído anecdóticamente, el texto cuenta las aventuras de Udo y su novia durante este verano: sus días consisten en jugar al Tercer Reich, ir a la playa con los nuevos amigos, deambular por el Paseo Marítimo y salir a bailar a discotecas y bares de la zona. Visto de modo más analítico, el relato dramatiza el asunto de la parcialidad de la historia, o la parcialidad de la escritura de la historia, y la parcialidad de ese ejercicio cuando es ejercido desde la mirada de los vencedores, más aún durante un período de represión dictatorial. (...) esta novela quiere mostrar cómo la ficción (la literatura, representada en su contraparte lúdica a través del juego de mesa) contamina la realidad e influye en ella irreversiblemente.»
Carolyn Wolfenzon

Para Monroe, esta novela se relaciona con el texto «El escritor de vacaciones», aparecido en el libro Mitologías (1957) de Roland Barthes, y posee referencias explícitas a las novelas del personaje Werther de Goethe, tales como la semejanza de los campesinos en Las desventuras del joven Werther con los veraneantes de El Tercer Reich, o las semejanzas entre la joven Lotte de Berger con la Charlotte de Werther, o Frau Else con Fräulein B. El personaje de Berger, para quien Monroe viene a ser en cierta medida un alter ego del autor, es ensimismado, antisocial y narcisista; no obstante, pese a sus fracasos hacia el final del libro, incluido el amoroso, no sucumbe al suicidio, como Werther. Conrad, el amigo y mentor de Berger, por su parte, para Monroe posee una clara resonancia de Joseph Conrad. Para Wolfenzon, por su parte, a diferencia de las obras posteriores del autor, aquí no existe una correspondencia directa entre una historia real y otra ficticia, sino que la historia ficticia del tablero de juego se acaba encarnando en la historia real, transformando la Costa Brava en un espacio bélico. En este sentido se parece al cuento «Tlön, Uqbar, Orbis Tertius» de Borges, aunque en El Tercer Reich el referente no es totalmente imaginario: «El mapa dista de reproducir la realidad. Por el contrario, es una invención fragmentaria y degradada de la misma, pero dueña de una fuerza abrumadora». Asimismo, Wolfenzon argumenta que Udo se asoma constantemente al balcón y ve la playa como un tablero, sobre el cual moverá sus piezas.
Wolfenzon opina también que la novela hace una revisión del siglo europeo análoga a la que más tarde haría Günter Grass en Mi siglo (1999), remarcando el hecho que fue escrita en 1989, el mismo año de la caída del Muro de Berlín y del término de la Guerra Fría. A través del juego de guerra se muestran dos formas de poder dictatorial que no difieren demasiado: el nazismo y el estalinismo. En el juego, Udo Berger representa el fascismo nazi, mientras que su oponente, El Quemado, representa el comunismo estalinista, comportamiento que puede apreciarse entre otras cosas por sus lecturas favoritas. Sin embargo, a pesar de sus diferencias, ambos comparten muchas semejanzas en su personalidad, como su obsesión por el orden, o la disposición de la precaria vivienda de El Quemado en la playa y de la habitación de hotel de Udo como si se tratara de fortalezas. De acuerdo con Wolfenzon, esta figura del doble Bolaño también la utilizó en Estrella distante (1996), con los personajes de Carlos Wieder y el narrador, Arturo Belano. Para la académica, en la obra el nazismo está también estrechamente ligado a la dictadura militar de Pinochet. Wolfenzon define la escritura de la obra como si se tratase del desciframiento de un texto escrito durante una dictadura militar, con abundancia de silencios y ausencias; asimismo, la chabola de El Quemado —sudamericano de nacimiento— tiene forma de estrella, como la bandera de Chile; sus patines fueron comprados gracias a lo recolectado en una vendimia, siendo Chile el mayor productor de uva en Latinoamérica; y además fue torturado por un grupo de alemanes un 11 de septiembre, el Día de Cataluña pero también el del Golpe de Estado en Chile de 1973.
Wolfenzon y Monroe destacan el hecho de que si bien el juego de Udo Berger trata acerca de la Segunda Guerra Mundial, en él hay omisiones históricas importantes, como el mismo Holocausto: en el juego se ganan o pierden territorios, sin muertes de por medio. Esto mismo ocurre con el diario de Udo, que omite numerosa información sobre el pasado de los personajes, así como de los maltratos a los que son expuestos dentro y fuera del hotel, los que comienzan aproximadamente en la mitad del libro, con las agresiones de Charly a Hanna. A pesar de dichas omisiones, la narración sugiere sin embargo que tales abusos se volverán a repetir. En la misma línea, Wolfenzon asocia la desaparición de Charly con los judíos exterminados o con los detenidos desaparecidos de Chile durante la dictadura militar de Pinochet; su desaparición no despierta mayor interés en la policía, y cuando se encuentra su posible cuerpo ya nadie se interesa en él. Para Monroe, la desaparición y muerte de Charly emparenta a la obra con la novela policíaca, género de novelas que suele leer Ingeborg, y recurso que utilizará también Bolaño en obras posteriores.
En cuanto al hotel, para Wolfenzon desde la segunda mitad de la novela se comienza a asemejar al hotel de la película El resplandor (1980) de Stanley Kubrick, que se asemeja por lo demás al concepto freudiano de lo «siniestro» (unheimlich), que representa «todo lo que debía haber quedado oculto, secreto, pero que se ha manifestado». Desde aquí el pasado y el presente se comienzan a mezclar, hasta que el tiempo colapsa —el reloj del narrador deja de funcionar— en la fecha registrada como 1942, año correspondiente al intento de invasión de Hitler a Stalingrado.
Al final de la obra vence El Quemado, torturando al narrador como los alemanes hicieron con él. De este modo, señala Wolfenzon, El Quemado también es demonizado, y se genera la reiteración de la violencia.